# Tế Hanh
Trần Tế Hanh (1921-2009) là một nhà thơ Việt Nam thời tiền chiến.

## Tiểu sử của ông Tế Hanh
Ông sinh ngày 20 tháng 6 năm 1921 tại làng Đông Yên, phủ Bình Sơn; nay là xã Bình Dương, huyện Bình Sơn, tỉnh Quảng Ngãi. Cha ông là Trần Tất Tố, làm nghề dạy học và làm thuốc. Ông có bốn anh em, trong đó người em út là nhạc sĩ Trần Thế Bảo.
Thuở nhỏ, ông học ở trường làng, trường huyện. Năm 15 tuổi, ông ra học tại trường Khải Định (tức Quốc Học Huế).
Sẵn tính ham thích thơ, lại được thi sĩ Huy Cận "chỉ vẽ", nên Tế Hanh bắt đầu sáng tác. Năm 1938, 17 tuổi, ông viết bài thơ đầu tiên: "Những ngày nghỉ học".
Sau đó, ông tiếp tục sáng tác, rồi tập hợp thành tập thơ Nghẹn ngào. Năm 1939, tập thơ này được giải khuyến khích của Tự Lực văn đoàn.
Năm 1941, Tế Hanh và thơ của ông ("Quê hương", "Lời con đường quê", "Vu vơ", "Ao ước") được Hoài Thanh và Hoài Chân giới thiệu trong cuốn Thi nhân Việt Nam (xuất bản năm 1942).
Tháng 8 năm 1945, Tế Hanh tham gia Việt Minh, tham gia công tác văn hóa, giáo dục ở Huế, Đà Nẵng; và là Ủy viên giáo dục trong ủy ban lâm thời thành phố Đà Nẵng, sau khi Cách mạng tháng Tám thành công,
Từ năm 1949 cho đến năm 1954, ông ở trong Ban phụ trách Chi hội Văn nghệ Liên khu V.
Sau Hiệp định Genève, 1954, ông tập kết ra Bắc, công tác ở Hội Văn nghệ. 
Năm 1957, Hội nhà văn Việt Nam thành lập, Tế Hanh tham gia Ban Biên tập tuần báo Văn của Hội, và nhiều năm, ông còn là Ủy viên chấp hành và Ban thường vụ của hội.
Năm 1996, ông được tặng Giải thưởng Hồ Chí Minh về văn học nghệ thuật đợt I.
Vào những năm 80, ông bị đau mắt và mắt ông mù dần. Từ đó ông bệnh liệt giường lúc mê lúc tỉnh. Ông qua đời vào lúc 12 giờ ngày 16 tháng 7 năm 2009 tại Hà Nội sau nhiều năm chống chọi với căn bệnh xuất huyết não .

## Tác phẩm chính
- Những ngày nghỉ học (1938)
- Nghẹn ngào (1939), 47 nhà thơ đã rút bài thơ "Quê hương" sang tập "Hoa Niên"(1945)
- Hoa niên (1945)
- Tập thơ tìm lại (1945)
- Hoa mùa thi (1948)
- Nhân dân một lòng (1952)
- Gửi miền Bắc (1955)
- Lòng miền Nam (1956), 20 bài thơ
- Tiếng sóng (1960), 15 bài thơ
- Chuyện em bé cười ra đồng tiền (1960) thơ thiếu nhi
- Thơ và cuộc sống mới (1961) tập tiểu luận phê bình
- Bài thơ tháng bảy (1962)
- Những tấm bản đồ (1965) thơ thiếu nhi
- Hai nửa yêu thương (1967)
- Khúc ca mới (1967), 44 bài thơ
- Đi suốt bài ca (1970)
- Câu chuyện quê hương (1973)
- Thơ viết cho con (1974) thơ thiếu nhi
- Theo nhịp tháng ngày (1974)
- Giữa những ngày xuân (1976)
- Con đường và dòng sông (1980)
- Tiếng sáo, tiếng đàn, tiếng hát (1983) thơ thiếu nhi
- Bài ca sự sống (1985)
- Tuyển tập Tế Hanh, tập I (1987)
- Thơ Tế Hanh (1989)
- Vườn xưa (1992)
- Giữa anh và em (1992)
- Em chờ anh (1993)
- Tuyển tập Tế Hanh, tập II (1997)
- Nhớ con sông quê hương
- Chiều thu, trong tập Khúc Ca Mới (1966).

Ngoài thơ, Tế Hanh còn dịch nhiều tác phẩm của các nhà thơ lớn trên thế giới, viết tiểu luận phê bình văn học, thơ thiếu nhi.

## Giải thưởng
- Giải thưởng văn học Tự lực văn đoàn năm 1939.
- Giải thưởng Phạm Văn Đồng do Hội Văn nghệ Liên khu V tặng.
- Giải thưởng Hồ Chí Minh về Văn học – Nghệ thuật đợt I năm 1996[6].

## Đánh giá
Tế Hanh là nhà thơ khá nổi tiếng, sáng tác cùng thời với Thế Lữ, Xuân Diệu, Huy Cận... và là một trong ba thi sĩ sinh quán tại Quảng Ngãi nổi danh ngay từ trước năm 1945: Nguyễn Vỹ, Bích Khê, Tế Hanh.

### Nhận xét
- Nhà văn Nhất Linh:

"Tế Hanh có rất nhiều hứa hẹn trở nên một thi sĩ có tài, ông có một linh hồn rất phong phú, có những rung động rất sâu sắc; và để diễn tả tâm hồn, ông có đủ nghệ thuật và cách đặt tìm câu chữ".
- Nhà phê bình văn học Hoài Thanh và Hoài Chân:

"Tế Hanh là một người tinh lắm, Tế Hanh đã ghi được đôi nét rất thần tình về cảnh sinh hoạt chốn quê hương. Người nghe thấy được cả những điều không hình sắc, không thanh âm như mảnh hồn làng, trên cánh buồm giương, như tiếng hát của hương đồng quyến rũ, con đường quê nho nhỏ. Thơ Tế Hanh đưa ta vào một thế giới rất gần gũi..."
- Nhà phê bình văn học Vương Trí Nhàn:

"Trong thơ Việt Nam tiền chiến, ông chưa bao giờ tạo được một sự hấp dẫn lạ lùng như Hàn Mặc Tử hoặc Nguyễn Bính, cũng không có lúc nào làm chủ thi đàn như Thế Lữ hoặc Xuân Diệu. Nhưng ông vẫn có chỗ của mình. Tập 'Nghẹn ngào' từng được giải thưởng Tự Lực văn đoàn. Từ sau 1945, ông vẫn làm thơ đều đều, những tập thơ mỏng mảnh, giọng thơ không có gì bốc lên nồng nhiệt, nhưng được cái tình cảm hồn nhiên, và tập nào cũng có một ít bài đáng nhớ, khiến cho ngay sau Tố Hữu, Chế Lan Viên, Xuân Diệu người ta nghĩ ngay đến Tế Hanh" .
- Nhà thơ Thanh Thảo:

"Ngay từ lúc xuất hiện trong phong trào Thơ Mới, thơ Tế Hanh đã là hiện tượng vì sự 'mộc mạc, chân thành', vì sự 'trong trẻo, giản dị như một dòng sông' " .